# Stade Antonio Escarré
 (juin 2021).
Le stade Antonio Escarré Cruxent, mieux connu sous le nom de parc de baseball Antonio Escarré, est un petit stade d'entraînement au baseball, situé dans le quartier de San Cayetano de Catedral, au sud de la ville de San José, au Costa Rica.
C'est de loin le parc le plus grand et le plus important du pays pour les jeux de balle, étant donné la petite tradition du baseball au Costa Rica. Il a une capacité estimée à 2000 spectateurs.
Le premier championnat officiel a eu lieu dans ce bâtiment et il a accueilli deux championnats du monde (1961 et 1973), tous deux remportés par le neuvième de Cuba. En 1972 et 2013, il a accueilli deux championnats d'Amérique centrale et a également été le théâtre de plusieurs tournois nationaux et internationaux.

## Histoire
Les origines du parc remontent aux années 1940. En 1941, lors de l'inauguration d'un championnat national de baseball, le président de l'époque, Rafael Ángel Calderón Guardia, a annoncé l'achat du terrain pour construire un stade pour le développement de ce sport, adjacent à un ancien crématorium, l'Abattoir Municipal ou Rastro et un pâturage (tous aujourd'hui disparus). Cette même année, l'État a fait don de la propriété et a nommé l'ingénieur Evangelista Romero pour les conceptions et sa construction.